# Distichostemon malvaceus
Distichostemon malvaceus là một loài thực vật có hoa trong họ Bồ hòn. Loài này được Domin mô tả khoa học đầu tiên năm 1927.